# Sulfolobus solfataricus

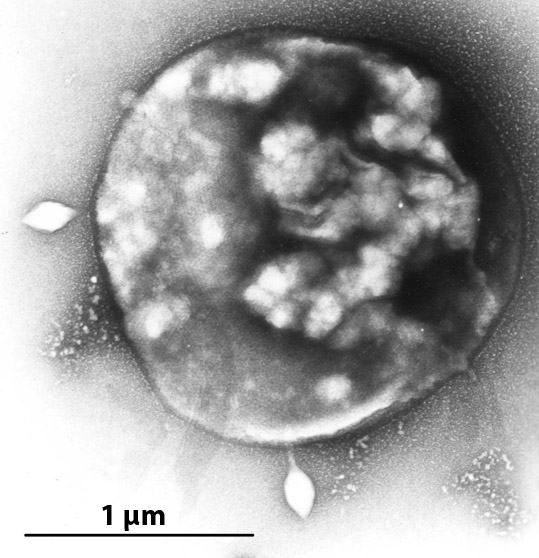
Illustration de Sulfolobus solfataricus

Sulfolobus solfataricus est une archée hyperthermophile et acidophile, qui appartient à la famille des Sulfolobaceae et au genre Sulfolobus.
Cette espèce a été isolée en 1980 par Wolfram Zillig et Karl Stetter dans le cratère de la Solfatare en Italie, d'où son nom.